# جان سیوبک
جان سیوبک (انگلیسی: John Sivebæk؛ زادهٔ ۲۵ اکتبر ۱۹۶۱) یک بازیکن فوتبال اهل دانمارک است.
از باشگاه‌هایی که در آن بازی کرده‌است می‌توان به منچستر یونایتد، باشگاه فوتبال سن-اتین، موناکو، و باشگاه ورزشی آرهوس اشاره کرد.
وی همچنین در تیم ملی فوتبال دانمارک بازی کرده است.